# Cabinet du Premier ministre de Finlande
Le cabinet du Premier ministre (en finnois : Valtioneuvoston kanslia, sigle VNK) est un  ministère du gouvernement de la Finlande.

## Présentation
Le cabinet du Premier ministre est l'un des 12 ministères finlandais.
Sous la direction du Premier ministre, il est chargé de superviser la mise en œuvre du programme gouvernemental et assiste le Premier ministre dans sa direction du gouvernement. 
Le Cabinet du Premier ministre est chargé de coordonner la politique finlandaise de l'Union européenne.